# Német nyelv
A német a germán nyelvek nyugati ágába tartozó nyelv. Körülbelül 90-98 millió ember anyanyelve, s további 80 millió ember tanult nyelve, ezért a világ legfőbb nyelvei közé tartozik. Az Európai Unióban a németet beszélik a legtöbben anyanyelvként. A világ második legfontosabb tudományos közvetítője, s a kutatások és fejlesztések harmadik legjelentősebb nyelve. Világszinten minden tizedik könyvet német nyelven adnak ki.
A német nyelv ma az egyetlen hivatalos nyelv Ausztriában és Liechtensteinben. Az egyik hivatalos nyelv Németországban, Svájcban, Luxemburgban, Olaszországban, azonkívül Belgium, Dánia és Oroszország egyes területein. A felsorolt országokon kívül néhány más európai országban, valamint az Egyesült Államokban is jelentős számú német anyanyelvű ember él, különösen egybefüggő területeken, Pennsylvaniában és Texasban. Sok német ajkú él ezenkívül Kanadában, Brazíliában, Chilében, Argentínában, Mexikóban, Ausztráliában, Dél-Afrikában és a volt német gyarmatokon (Namíbia, Togo, Kamerun stb.).
A Kárpát-medence országainak, valamint Csehországnak és Lengyelországnak sok millió német anyanyelvű lakosa volt a második világháború utáni kitelepítésekig. Magyarországon ma is a németek alkotják a legnagyobb nemzeti kisebbséget. Jelentős német nemzetiség él mindmáig Oroszországban (2002-ben mintegy 600 000 fő) és Kazahsztánban is, ahová 1941-ben száműzték őket az egykori Volga-menti német köztársaságból, amely a 18. században jött létre betelepítés révén. A német nyelvet azonban közöttük valójában már kevesen használják, mert a nyelvet beszélők többsége az utóbbi években kivándorolt Németországba. (Az 1990-es években 1,7 millió német származású ember költözött a FÁK országaiból Németországba.)

## Alapvető nyelvtan
A német nyelv három nemet különböztet meg: a hímnemet, a nőnemet és a semlegesnemet. Mindegyikhez tartozik névelő, a 'der', a 'die' és a 'das' (ilyen sorrendben).
Idegen nyelvekből felvett szavak az adott nyelv alapján kapják nemüket, vagyis megtartják azt, de németül nem biztos hogy olyan neműek lennének. Így állnak elő olyan nyelvtani dilemmák, mint például az, amikor a latinból származó Virus szó neme lehet német ízlés szerint hímnemű, avagy megtarthatja a semlegesnemet, mint a latinban. A biológiai értelemben vett vírus többnyire semleges-, míg a számítógépes vírus inkább hímnemben fordul elő. A szótárak általában mindkét lehetőséget jelölik.

### Névszóragozás
A német nyelv négy esetet használ: alany, tárgy, részes, birtokos (lat.: Casus Nominativus, Casus Accusativus, Casus Dativus és Casus Genitivus). A főneveket nem, csak azok névelőjét (akár határozott, akár határozatlan), illetve a jelzőket (melléknevek) ragozza, tehát pl. den grünen Belt, „azt zöldet öv”. Az ún. gyenge ragozású fönevek -en végződést kapnak ha esetbe tesszük őket, pl. „In Namen des Vaters, des Sohns und des Heiligen Geisstes” (Az Atya, a Fiú és a Szentlélek nevében). A szavak többes szám részes esetben (D) -n/-en végződést kapnak, kivéve ha a többes számban alapból n/en-re végződik a szó, pl. die Häuser (a házak), részes esetben den Häusern, de die Möglichkeiten (a lehetőségek), részes esetben den Möglichkeiten.
Egyesszám részes esetben (D) a hím-, és semlegesnevű főnevek, (amelyek nem -er/-el/-en szóképzőragokra végződnek pl. Vater) szabadon választhatóan -e ragot kaphatnak, pl. dem Sohn(e), mit einem Wort(e), mit dem Mann(e). Ez a rag ma már főként állandósult szókapcsolatokban fordul elő, pl.: im Jahre, zu Hause, im Werte (von), im Zuge stb.
|   | der                      | die | das                      | die                      |
| - | ------------------------ | --- | ------------------------ | ------------------------ |
| N | der                      | die | das                      | die                      |
| A | den                      | die | das                      | die                      |
| D | dem (+ a főnév végén -e) | der | dem (+ a főnév végén -e) | den+ a főnév végén -n/en |
| G | des+ a főnév végén -s/es | der | des+ a főnév végén -s/es | der                      |

A mellékneveket e szabály alapján ragozza, ahogy az a fentebbi „den grünen Belt” esetében is látszik: a Belt (öv) szó hímnemű, amelyet tárgyesetbe teszünk, így der-ből den lesz, ezt az alakot veszi fel a 'grün' (zöld) jelző is, így lesz belőle grünen.

### Melléknevek
A német a legtöbb indogermán nyelvhez hasonlóan a mellékneveket egyezteti a jelzett tárggyal nemben, számban, esetben. A melléknévfokozás a következő:
schön (szép)
schöner (szebb) mn.+er
am schönsten (legszebb) am+mn.+sten
Természetesen ez alól vannak kivételek, például a jó-jobb-legjobb = gut-besser-am besten.

### Igeragozás
Az igeragozásban az E/1 és az E/2 igealakok meghatározzák a személyt, vagyis nincs még egy olyan személy ahol ugyanígy hangzana az ige. Ezek megértéséhez tehát nem volna szükséges a személyes névmás, hiszen az igealak alapján más nem is lehet, ennek ellenére a németben általában minden személynél az alannyal együtt mondjuk és írjuk az igét.
A szabályos igeragozást a schreiben (írni) ige ragozásával szokás szemléltetni, a rendhagyót a sein létigével.
| schreiben | schreiben | sein |
| ich       | schreibe  | bin  |
| du        | schreibst | bist |
| er/sie/es | schreibt  | ist  |
| wir       | schreiben | sind |
| ihr       | schreibt  | seid |
| sie/Sie   | schreiben | sind |

Igeidő 6 (vagy szigorú értelemben véve, a folyamatos alakkal együtt 7) van: Jelen, egyszerű múlt, bef. múlt, bef. régmúlt, jövő 1., jövő 2.. Ezen kívül külön ragozás van a felszólításra, a feltételesre és a függőbeszédre. Az erős igék egyszerű múltban (lat, ném.: Præteritum) megváltoztatják tőhangjukat, némelyik más alakokban is, pl. a jelenben, a konjunktiv II (feltételes) igealakban is. A bef. múltakban a gyenge igékre jellemző ge-ige-(e)t alak helyett ge-ige-(e)n lesz.

### Prepozíciók
Minden prepozíció más esetet (leggyakrabban tárgyesetet) von maga után, és az utána használt esetnek gyakran jelentésmódosító szerepe van. A nyelvtanulók számára talán ez a német nyelvtan egyik legbonyolultabb része.

## Dialektológia

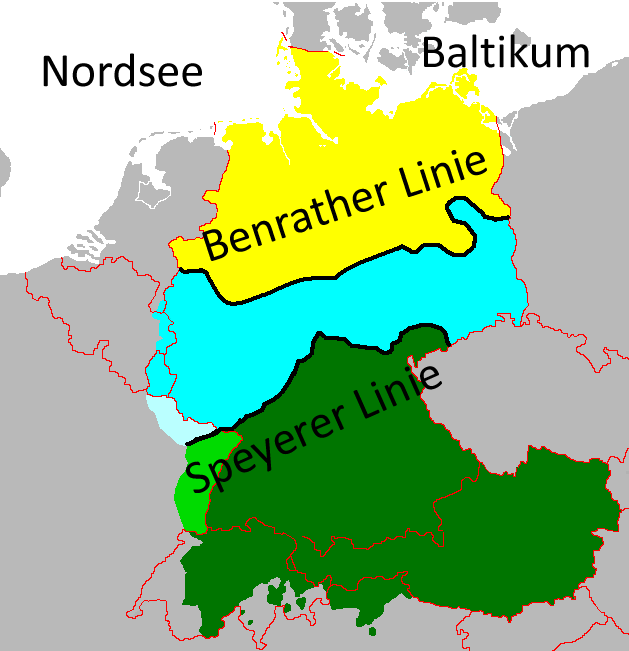
Német nyelvváltozatok Európában
Hochdeutsch:

### A tág értelemben vett német nyelv
A tág értelemben vett német nyelvnek (nyelveknek, nyelvjárásoknak) két nagy változata van:
- az alnémet (németül Niederdeutsch vagy Plattdeutsch, saját nevén Nedderdüütsch vagy Plattdüütsch). Az északon beszélt alnémet hangrendszerében (és egyes nyelvjárások esetében nyelvtanában is) olyan jelentős mértékben különbözik a délebben beszélt Hochdeutschtól, hogy annak használói ezt nem is értik, ezért ma az alnémet önálló nyelvnek tekinthető.
- és a szűkebb értelemben vett német nyelv (lásd alább, németül Deutsch), amely a felnémet nyelvek egyike.

### A szűkebb értelemben vett német nyelv
A szűkebb értelemben vett német nyelv (németül Deutsch) a felnémet nyelvek egyike.
A köznyelvben kissé zavaros módon gyakran Hochdeutschnak is nevezik, keverve a szabályos irodalmi német nyelv nevével, a Standarddeutsch-csal.
Két nagy csoportra (németül Hochdeutsche Mundarten) osztható:
- centrális csoport (középnémet, németül Mitteldeutsch)
  - ripuari (Észak-Rajna-Vesztfália déli részén, Belgium keleti csücskében)
  - mózeli frank (Rajna-vidék-Pfalz északnyugati részén, Luxemburgban), ebből származik az erdélyi szász is
  - rajnai frank (Rajna-vidék-Pfalz keleti részén, Hessenben, Frankföldön, azaz a Bajor Szabadállam északi részén)
  - keleti középnémet vagy szász (Szászország, Türingia, magyarországi és erdélyi területek)
- déli csoport (felsőnémet, németül oberdeutsch)
  - bajor (Bajorország a Bajor Szabadállamon belül, Ausztria, Dél-Tirol)
  - alemann (Svájc, Vorarlberg)
    - sváb (Svábföld a Bajor Szabadállamon belül, Baden-Württemberg határvidéke)

Bár Németországban sem ismeretlen, hogy a nyelvjárásokat „vidékiesnek” tartják és beszélőiket lenézik emiatt, azok mégis művelik anyanyelvüket. Könyvek, kiadványok jelennek meg rajtuk, sőt a Wikipédia is olvasható alnémetül, alemannul, alsószászul, ripuáriul stb.

## Története
Történetileg a német nyelvek (nyelvjárások) két nagy csoportra oszthatók: felnémet nyelvjárásokra ill. alnémet nyelvjárásokra. A felnémet nyelvjárások közé mindazok a germán nyelvjárások tartoznak, amelyekre a korai középkorban hatással volt a 2. vagy ófelnémet hangeltolódás: ilyen egyrészt az alemann, a bajor, a keleti, a rajnai és a középső frank, másrészt a középnémet nyelvjárások. A két csoportot gyakran két külön dialektusra osztják: szűkebb értelemben vett felnémetre és középnémetre. Azokat a kontinentális nyugati germán nyelvjárásokat, amelyek nem, vagy csak csekély mértékben vettek részt a 2. hangeltolódásban, az alnémet nyelvjárások közé soroljuk: például (alsószász, alsófrank).
A nyelvjárások területi egységesítését a középfelnémet nyelvben szerették volna látni. Ez a nyelv volt az udvari költészet nyelve a 13. században, azonban a költők ezirányú igyekezete csak részben sikerült; mivel egy olyan korban tevékenykedtek, amikor a lakosságnak csak elenyésző része volt írástudó. Ezért az újfelnémet irodalmi nyelv csak a késő középkor és a korai újkor területi nyelvjárásainak egységesülésével jöhetett létre.
Míg a legtöbb európai ország irodalmi nyelve a fővárosában használt nyelvjárásból fejlődött ki, addig a mai irodalmi német nyelv kompromisszumot képez a közép- és felnémet nyelvjárások között.
Észak-Németországban főként a reformáció következményeként, az irodalmi német nyelv lett a hivatalok és az oktatás nyelve. Ez az új hivatalos nyelv kiszorította az ott beszélt alnémet nyelvjárásokat: a Plattdeutsch és az alsófrank nyelvjárást. A Hanza-szövetség virágzása idején a középalnémet nyelvjárás terjedt el az Északi-tenger és a Balti-tenger partvidékén. A holland nyelv az alsófrank nyelvjárással együtt az alnémet nyelvjáráshoz tartozik. Az önálló államiságra való törekvés miatt, és a birodalmi szövetségből való részleges kiválás miatt sem sikerült itt az irodalmi német nyelvnek kiszorítania az alnémet nyelvjárásokat. Ezekből fejlődött ki később a holland-flamand nyelv.
Luther Márton 1521-ben fordította le az Újszövetséget, majd 1534-ben az Ószövetséget az akkor még kialakulóban levő újfelnémet nyelvre. Ez a keleti középnémet színezetű irodalmi nyelv erősítette Luther vallásos jelentőségét több generáción át. Észre kell azonban vennünk, hogy Luther ez irányú jelentősége az újfelnémet irodalmi nyelvre hosszú ideig túlértékelt volt. Már a 14. század óta fokozatosan kezdett kialakulni egy országosan is ismert irodalmi nyelv, amelyet korai újfelnémet nyelvként is ismerünk. A mai modern irodalmi nyelv kialakulása a 17. századra nagyrészt lezártnak tekinthető. Az úgynevezett betűhalmozás 18. századi kiküszöbölésével az íráskép általában véve változatlan maradt.
Az (irodalmi) német nyelv története négy szakaszra osztható fel:
- 750–1050: ófelnémet nyelv
- 1050–1350: középfelnémet nyelv
- 1350–1650: korai újfelnémet nyelv
- 1650–: újfelnémet nyelv

A teutsch (német) szó a germán thioda (melléknévi alakja: thiodisk) szóból származik, amelynek jelentése nép. Ez a szó eredetileg a nem latinul beszélő nép nyelvére vonatkozott. A frank elnevezés a 9. század óta már nem volt egyértelmű, mivel a nyugati frank törzsek a későbbi Franciaországban átvették az ott letelepedett népek nyelvét, másrészt Franciaország keleti részén nemfrank törzsek is letelepedtek, mint például alemannok, bajorok, türingiaiak és alsószászok.
A főnevek nemének eredetéről: a régi germánok a tárgyakhoz és az állatokhoz is hímnemű, nőnemű vagy semlegesnemű tulajdonságokat rendeltek. Például a macska (die Katze) mint élőlény nőnemű, de ennek kandúrja (der Kater) már hímnemű, a kutya (der Hund), mint élőlény hímnemű, de ennek szukája (die Hündin) nőnemű.

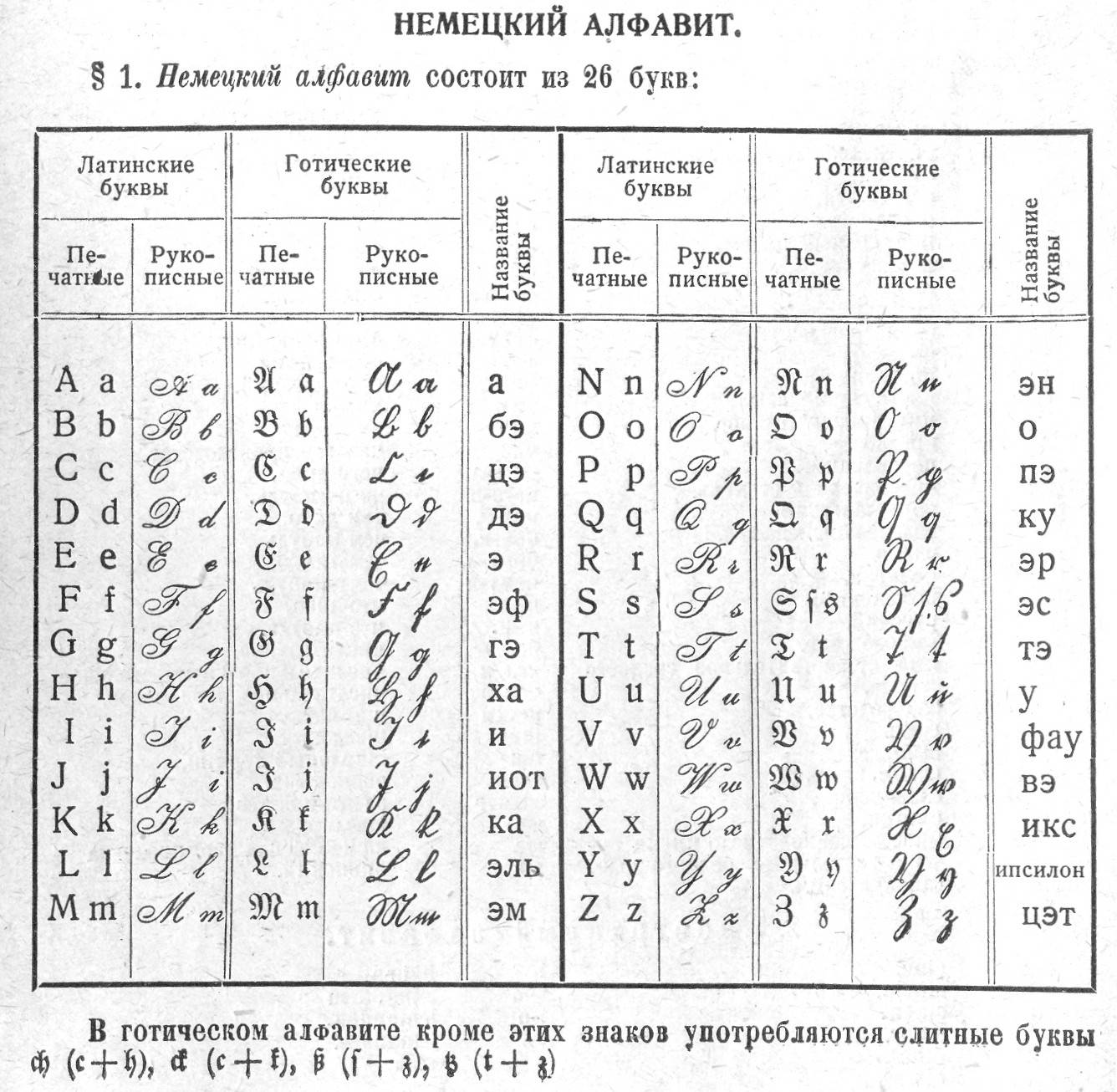
A régi és az új német ábécé

## A német ábécé

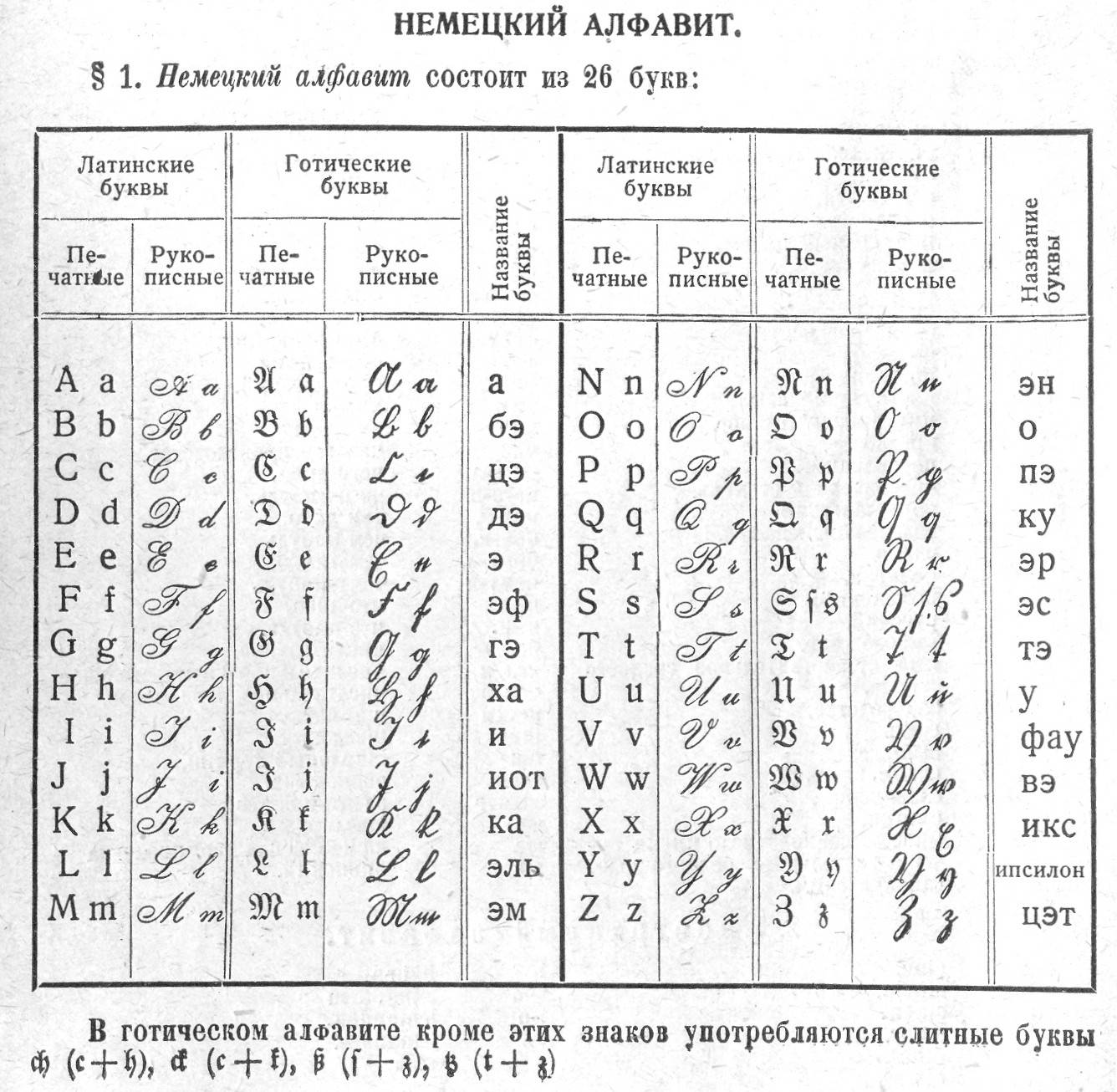
A régi és az új német abc

A betűk: A, B, C, D, E, F, G, H, I, J, K, L, M, N, O, P, Q, R, S, (ẞ), T, U, V, W, X, Y, Z
A betűk neve németül leírva/kiejtve: aa/á, bee/bé, zee/cé, dee/dé, ee/é, eff/ef, gee/gé, haa/há, ie/jé, jot, kaa/ká, ell/el, emm/em, enn/en, oo/ó, pee/pé, kuu/kú, err/er, ess/esz, (esszett, scharfes ess/sárfesz esz), tee/té, u/ú, vau/fau, wee/vé, ix, ypsilon/üpszilon, zett/cet
Az umlautos betűk (ä, ö, ü) és a ß nem részei az ábécének, hasonlóan az összetett betűk sem.

## Helyesírás
Az 1960-as évektől egy bizottság saját érvei szerint összhangba akarta hozni a német nyelvű országok helyesírását. Az eredmény, amelyet az 1990-es évek végén hoztak nyilvánosságra, az lett, hogy tudatosan különbségek maradtak meg: például a Geschoss az Geschoß maradt Ausztriában. Svájcban viszont a ß nem használatos, helyette ss-t írnak.
Emellett igen sok összetett igét angol mintára különírandóvá tettek, amivel – kritikusok szerint – ezeket az önálló jelentéssel bíró szavakat gyakorlatilag megsemmisítették, ezzel szegényítve a nyelvet (például alleinstehend, allein stehend = egyedülálló vagy egyedül álló). Ahol eddig a szóösszetétel határán lévő 3 azonos mássalhangzót 2-re redukálták, most kiírják, kötőjellel is elválaszthatják, mint a magyarban.
Általában törekszik az olvasás szerinti kiejtésre.
A német helyesíráson jelenleg is reformok sorát hajtják végre.

## Hangtan
- A szó végi -en zártan ejtendő ('gehen [ˈgeːən]')
- A szó végi e-t nem ejtik nyíltan, hanem mindig az ún schwa hanggal, amelynek fonetikus írásképe [ə], és kiejtésben laza ajakkal kiejtett, rövid, hangsúly nélküli „ö”-nek felel meg (dialektusonként eltérhet)
- Kettős mássalhangzók előtti magánhangzó megrövidül és e esetén mélyül, példa: Ebbe kiejtése [ˈɛbə], az eben kiejtése [eːbn̥]. Maga a kettős mássalhangzó rövidebb, mint magyarban lenne.
- Duisburg város nevét IPA: [ˈdyːsbʊɐ̯k]-nak (dűzburk) kell ejteni (kivétel!)
- Idegen szavaknál sokszor megtartják a forrásnyelv írásmódját (Genie [ʒe'niː], Journal [ʒʊɐ'na:l])

Magyartól eltérő betűk:
| Német írásmód | Magyar megfelelő |
| ------------- | --- |
| ä             | [ɛ] |
| äu            | [ɔɪ] |
| ch            | veláris vagy uvuláris frikatíva [ç] (mint a magyar technika szóban) / [x] (mint az Ahmed szóban) |
| ei            | [ae] (Ausztriában, Magyarországon és Bajorországban [ɛɪ], például Einstein németül [aenʃtaen], Ausztriában [ɛɪnʃtɛɪn])                                                                                                |
| eu            | [ɔɪ], például deutsch [dɔɪtʃ] |
| ie            | [iː] |
| s             | [ʃ] / [s] / [z], az s utáni hangzótól függ (sp-, st--nél [ʃ]-nek ejtendő a szó elején Spiel [ʃpiːl], Start [ʃtaʁt]; magánhangzó előtt [z] sehen [ˈzeːən], Nase [ˈnaːzə]; különben [s] Obst [ɔpst]; Rostock [ˈʁɔstɔk]) |
| sch           | [ʃ] |
| ss            | [s] |
| ß             | [s] |
| tsch          | [t͡ʃ] |
| v             | [f] (ritkán, főleg latin eredetű szavakban [v], reservieren [ʁezɛɐ'viːɐn̥]) |
| w             | [v] |

## Szótárak
Egynyelvű német
- Deutsches Wörterbuch – kb. 320 ezer szó
- Wahrig – 270 ezer szó
- Mackensen – 300 ezer szó
- Duden Universalwörterbuch. Mannheim/Wien/Zürich: Dudenverlag, 5. átd, 2003, 1982 oldal

Magyar–német, német–magyar
- Halász Előd, 260 ezer szó
- Halász Előd/Földes Csaba/Uzonyi Pál: Magyar–német nagyszótár. Budapest: Akadémiai Kiadó, 1998
- Halász Előd/Földes Csaba/Uzonyi Pál: Német–magyar nagyszótár. Budapest: Akadémiai Kiadó, 1998
- Kelemen Béla: Magyar–német nagyszótár. Német–magyar nagyszótár. Ungarisch-deutsches Großwörterbuch. Deutsch-ungarisches Großwörterbuch. Reprinted in Budapest, 1929 (Athenaeum) erschienenen Ausgabe. Budapest, Könyvmives Könyvkiadó, 2003. ISBN 963-9262-11-0. Geb., 978/949 S. (Dt–Ung.: ISBN 963-9262-10-2)
- Hessky Regina: Német–magyar kéziszótár. Szeged: Grimm Kiadó, 2009
- Hessky Regina: Magyar–német kéziszótár. Szeged: Grimm Kiadó, 2010
- Hessky Regina–Iker Bertalan: Német–magyar, Magyar–német tanulószótár. Szeged: Grimm Kiadó, 2008
- Héra István: Német–magyar kéziszótár Debrecen: Aquila Könyvkiadó, 2006 [78 000 címszó]